# سرو خوشبو
سرو خوشبو (نام علمی: Calocedrus) نام یک سرده از تیره سرویان است.